# Film comic
Um film comic (literalmente, "história em quadrinhos de filme") é uma história em quadrinhos cujas imagens vêm de alguma série, filme ou vídeo (usualmente, animes do Japão), em vez de imagens desenhadas especificamente para suas páginas. Este formato também é adotado por companhias de televisão e cinema, como a Disney.
As distribuidoras Tokyopop e a Viz Media lançam films comics, utilizando o nome de ani-manga para mangás baseados em animes e cine-manga, quando não são baseados em obras japonesas. Alguns títulos de films comics chegam a vender mais de meio milhão de cópias em países anglófonos, como o cine-manga de Avatar: A Lenda de Aang.
No Brasil a Editora Abril lançou em 1997, film comics de animes de Dragon Ball e Sailor Moon, em 2005 a Editora JBC lançou o título Yu Yu Hakusho como Anime Comics, foram também lançados no mesmo ano os títulos Os Cavaleiros do Zodiaco pela Conrad Editora, intítulada: Coleção Anime Classics.